# Bojicen, Ruse
Bojicen (în bulgară Божичен) este un sat în comuna Ivanovo, regiunea Ruse,  Bulgaria. 

## Demografie
Componența etnică a satului Bojicen
     Bulgari (97,19%)
     Nicio identificare (2,8%)
     Altele (0%)
La recensământul din 2011, populația satului Bojicen era de 178 locuitori. Din punct de vedere etnic, majoritatea locuitorilor (97,19%) erau bulgari. Pentru 2,8% din locuitori nu este cunoscută apartenența etnică.